# Rząd Michaiła Kasjanowa
Rząd Michaiła Kasjanowa – rząd Federacji Rosyjskiej, utworzony w dniach 17-18 maja 2000 pod przewodnictwem Michaiła Kasjanowa
Michaił Kasjanow jako premier został zaakceptowany przez Dumę Państwową 17 maja 2000, rząd powstał 18 maja 2000. Wiktor Christienko pełnił obowiązki premiera od 24 lutego do 5 marca 2004.

## Rząd Michaiła Kasjanowa (2000–2004)
| Funkcja                                                                                  | Imię i nazwisko       | Imię i nazwisko          | Czas pełnienia funkcji    | Czas pełnienia funkcji |
| Funkcja                                                                                  | Imię i nazwisko       | Imię i nazwisko          | Od                        | Do                     |
| ---------------------------------------------------------------------------------------- | --------------------- | ------------------------ | ------------------------- | ---------------------- |
| Przewodniczący Rządu                                                                     |                       | Michaił Kasjanow         | 17 maja 2000(dts)         | 24 lutego 2004(dts)    |
| Zastępca przewodniczącego Rządu                                                          | Wiktor Christienko    | 18 maja 2000(dts)        | 9 marca 2004(dts)         |                        |
| Zastępca przewodniczącego Rządu                                                          | Ilja Klebanow         | 18 maja 2000(dts)        | 17 października 2001(dts) |                        |
| Zastępca przewodniczącego Rządu                                                          | Ilja Klebanow         | 17 stycznia 2001(dts)    | 18 lutego 2002(dts)       |                        |
| Minister przemysłu, nauki i technologii                                                  | Ilja Klebanow         | 17 stycznia 2001(dts)    | 18 lutego 2002(dts)       |                        |
| Minister przemysłu, nauki i technologii                                                  | Ilja Klebanow         | 18 lutego 2002(dts)      | 1 listopada 2003(dts)     |                        |
| Zastępca przewodniczącego Rządu                                                          | Aleksiej Kudrin       | 18 maja 2000(dts)        | 9 marca 2004(dts)         |                        |
| Minister finansów                                                                        | Aleksiej Kudrin       | 18 maja 2000(dts)        | 9 marca 2004(dts)         |                        |
| Zastępca przewodniczącego Rządu                                                          | Walentina Matwijenko  | 18 maja 2000(dts)        | 11 marca 2003(dts)        |                        |
| Minister do spraw energii atomowej                                                       | Jewgienij Adamow      | 18 maja 2000(dts)        | 28 marca 2001(dts)        |                        |
| Minister kolei                                                                           | Nikołaj Aksionienko   | 18 maja 2000(dts)        | 3 stycznia 2002(dts)      |                        |
| Minister do spraw Federacji, polityki narodowościowej i migracyjnej                      | Aleksandr Błochin     | 18 maja 2000(dts)        | 17 października 2001(dts) |                        |
| Minister podatków i ceł                                                                  | Giennadij Bukajew     | 18 maja 2000(dts)        | 9 marca 2004(dts)         |                        |
| Minister sprawiedliwości                                                                 | Jurij Czajka          | 18 maja 2000(dts)        | 9 marca 2004(dts)         |                        |
| Minister przemysłu, nauki i technologii                                                  | Aleksandr Dondukow    | 18 maja 2000(dts)        | 17 października 2001(dts) |                        |
| Minister edukacji                                                                        | Władimir Filippow     | 18 maja 2000(dts)        | 9 marca 2004(dts)         |                        |
| Minister transportu                                                                      | Siergiej Frank        | 18 maja 2000(dts)        | 9 marca 2004(dts)         |                        |
| Minister stosunków własnościowych                                                        | Farit Gazizullin      | 18 maja 2000(dts)        | 9 marca 2004(dts)         |                        |
| Minister rozwoju gospodarczego i handlu                                                  | German Gref           | 18 maja 2000(dts)        | 9 marca 2004(dts)         |                        |
| Minister spraw zagranicznych                                                             | Igor Iwanow           | 18 maja 2000(dts)        | 9 marca 2004(dts)         |                        |
| Minister zasobów naturalnych                                                             | Boris Jackiewicz      | 18 maja 2000(dts)        | 16 czerwca 2001(dts)      |                        |
| Minister polityki antymonopolowej i wsparcia przedsiębiorczości                          | Ilja Jużanow          | 18 maja 2000(dts)        | 9 marca 2004(dts)         |                        |
| Minister do spraw prasy, radiofonii, telewizji i środków komunikacji masowej             | Michaił Lesin         | 18 maja 2000(dts)        | 9 marca 2004(dts)         |                        |
| Minister pracy i rozwoju społecznego                                                     |                       | Aleksandr Poczinok (SPS) | 18 maja 2000(dts)         | 9 marca 2004(dts)      |
| Minister łączności i informatyzacji                                                      |                       | Leonid Riejman           | 18 maja 2000(dts)         | 9 marca 2004(dts)      |
| Minister spraw wewnętrznych                                                              | Władimir Ruszajło     | 18 maja 2000(dts)        | 28 marca 2001(dts)        |                        |
| Minister obrony                                                                          | Igor Siergiejew       | 18 maja 2000(dts)        | 28 marca 2001(dts)        |                        |
| Minister ochrony zdrowia                                                                 | Jurij Szewczenko      | 18 maja 2000(dts)        | 9 marca 2004(dts)         |                        |
| Minister obrony cywilnej, sytuacji nadzwyczajnych i likwidacji skutków klęsk żywiołowych |                       | Siergiej Szojgu (JeR)    | 18 maja 2000(dts)         | 9 marca 2004(dts)      |
| Minister                                                                                 |                       | Igor Szuwałow            | 18 maja 2000(dts)         | 28 maja 2003(dts)      |
| Kierownik Aparatu Rządu                                                                  | 18 maja 2000(dts)     | Igor Szuwałow            | 28 maja 2003(dts)         |                        |
| Minister kultury                                                                         | Michaił Szwydkoj      | 18 maja 2000(dts)        | 9 marca 2004(dts)         |                        |
| Zastępca przewodniczącego Rządu                                                          |                       | Aleksiej Gordiejew (JeR) | 20 maja 2000(dts)         | 9 marca 2004(dts)      |
| Minister rolnictwa                                                                       | 20 maja 2000(dts)     | Aleksiej Gordiejew (JeR) | 9 marca 2004(dts)         |                        |
| Minister energetyki                                                                      |                       | Aleksandr Gawrin         | 20 maja 2000(dts)         | 5 lutego 2001(dts)     |
| Minister                                                                                 | Władimir Jełagin      | 28 listopada 2000(dts)   | 6 listopada 2002(dts)     |                        |
| Minister spraw wewnętrznych                                                              |                       | Boris Gryzłow (JeR)      | 28 marca 2001(dts)        | 29 grudnia 2003(dts)   |
| Minister obrony                                                                          | Siergiej Iwanow (JeR) | 28 marca 2001(dts)       | 9 marca 2004(dts)         |                        |
| Minister do spraw energii atomowej                                                       |                       | Aleksandr Rumiancew      | 28 marca 2001(dts)        | 9 marca 2004(dts)      |
| Minister zasobów naturalnych                                                             |                       | Witalij Artiuchow (JeR)  | 16 czerwca 2001(dts)      | 9 marca 2004(dts)      |
| Minister energetyki                                                                      |                       | Igor Jusufow             | 16 czerwca 2001(dts)      | 9 marca 2004(dts)      |
| Minister                                                                                 |                       | Władimir Zorin (JeR)     | 6 grudnia 2001(dts)       | 9 marca 2004(dts)      |
| Minister kolei                                                                           |                       | Giennadij Fadiejew       | 4 stycznia 2002(dts)      | 22 września 2003(dts)  |
| Minister                                                                                 |                       | Stanisław Iljasow (SPS)  | 6 listopada 2002(dts)     | 9 marca 2004(dts)      |
| Zastępca przewodniczącego Rządu                                                          |                       | Boris Aloszyn            | 24 kwietnia 2003(dts)     | 9 marca 2004(dts)      |
| Zastępca przewodniczącego Rządu                                                          |                       | Galina Kariełowa (JeR)   | 24 kwietnia 2003(dts)     | 9 marca 2004(dts)      |
| Minister                                                                                 |                       | Konstantin Mierzlikin    | 28 maja 2003(dts)         | 9 marca 2004(dts)      |
| Kierownik Aparatu Rządu                                                                  | 28 maja 2003(dts)     | Konstantin Mierzlikin    | 9 marca 2004(dts)         |                        |
| Zastępca przewodniczącego Rządu                                                          | Władimir Jakowlew     | 16 czerwca 2003(dts)     | 9 marca 2004(dts)         |                        |
| Minister kolei                                                                           | Wadim Morozow         | 7 października 2003(dts) | 9 marca 2004(dts)         |                        |